# شانست را با من امتحان کن
«شانست را با من امتحان کن» تک‌آهنگی از گروه موسیقی موسیقی پاپ آبا است که در سال ۱۹۷۸ میلادی منتشر شد.